# Academia Guatemalteca de la Lengua
Die Academia Guatemalteca de la Lengua („Guatemaltekische Akademie für Sprache“) ist für die Überwachung und Normierung der spanischen Sprache in Guatemala zuständig. Ihr Sitz ist in Guatemala-Stadt.

## Geschichte
Ab 1871 entstanden in mehreren lateinamerikanischen Ländern Akademien zur Pflege und Normierung der spanischen Sprache nach dem Vorbild der Real Academia Española.
Als letzte der im 19. Jahrhundert gegründeten Akademien wurde am 30. Juni 1887 die Guatemaltekische Akademie für Sprache von den acht Intellektuellen Juan Fermín de Aycinena y Aycinena, Fernando Cruz, Ángel María Arroyo, Agustín Gómez Carrillo de Albornoz, Antonio Batres Jáuregui, José Matías Quiñónez, Antonio Machado y Palomo und Guillermo Francisco Hall Avilés ins Leben gerufen und im folgenden Jahr vom Präsidenten Manuel Barillas offiziell anerkannt. Im Jahre 1951 beteiligte sich die Akademie an der Gründung der Asociación de Academias de la Lengua Española, in der die Real Academia Española und die gegenwärtig 21 weltweit existierenden Akademien für Spanische Sprache zusammenarbeiten. Im Rahmen dieser Zusammenarbeit wirkt die Akademie seit der 21. Ausgabe (1992) auch an der Herausgabe des Diccionario de la Lengua Española mit. Eine Reihe typisch guatemaltekischer Ausdrücke wurden hierdurch im Laufe der Jahre in das Wörterbuch aufgenommen. Auch an der Herausgabe der Nueva Gramática de la Lengua Española im Jahre 2009 hat die Akademie mitgewirkt.

## Organisation
Die 24 académicos de número sind meist bekannte Autoren, aber beispielsweise auch Journalisten, Musikwissenschaftler, Informatiker, Wirtschaftswissenschaftler oder Philosophen. Sie werden auf Lebenszeit bestellt.

### Mitglieder
Derzeit sind folgende Personen Mitglieder (académicos de número) der Akademie, in der Reihenfolge ihrer Berufung:
| - Margarita Carrera Molina - Gustavo Adolfo Wyld Ferraté - Francisco Albizúrez Palma - Mario Alberto Carrera Galindo (Schatzmeister) - Julia Guillermina Herrera Peña - Francisco Pérez de Antón - Amable Sánchez Torres - Rigoberto Juárez Paz - Ana María Urruela de Quezada - Mario Antonio Sandoval Samayoa (Direktor) - Carmen Matute - Lucrecia Méndez de Penedo - Francisco Morales Santos | - Delia Quiñónez Castillo de Tock (Beisitzerin) - Gonzalo de Villa y Vásquez, Erzbischof von Santiago de Guatemala - Dieter Hasso Lehnhoff Temme - Mario Roberto Morales Álvarez - María Raquel Montenegro Muñoz (Stellvertretende Direktorin) - José Oswaldo Salazar de León - Julio Roberto Palomo Silva - Gustavo Adolfo García Fong (Sekretär) Durch Tod der Inhaber vakante Sitze - Luz Méndez de la Vega († 8. März 2012) - Teresa Fernández-Hall de Arévalo († 24. April 2012) - María del Carmen Meléndez de Alonzo († 19. April 2012) |

### Ehemalige Mitglieder
| - Angelina Acuña de Castañeda - Alfonso Enrique Barrientos - José María Bonilla Ruano |